# STP Airways
STP Airways est une compagnie aérienne basée à São Tomé, capitale de Sao Tomé-et-Principe dont c'est la compagnie aérienne nationale[citation nécessaire]. Elle est actuellement sur la liste d'interdiction d'exploitation dans l'Union Européenne.

## Histoire
STP Airways a commencé ses activités le 18 août 2008, avec des vols entre Lisbonne, au Portugal, et São Tomé avec un Boeing 767 loué auprès de la société mère, EuroAtlantic Airways. À partir du 24 octobre 2012, STP Airways dessert Lisbonne de façon hebdomadaire.

## Destinations
| Pays                 | Ville    | Aéroport                   |
| -------------------- | -------- | -------------------------- |
| Angola               | Luanda   | Luanda-Quatro de Fevereiro |
| Portugal             | Lisbonne | Lisbonne-H. Delgado        |
| Sao Tomé-et-Principe | Sao Tomé | São Tomé                   |
| Sao Tomé-et-Principe | Príncipe | Principe                   |

## Flotte

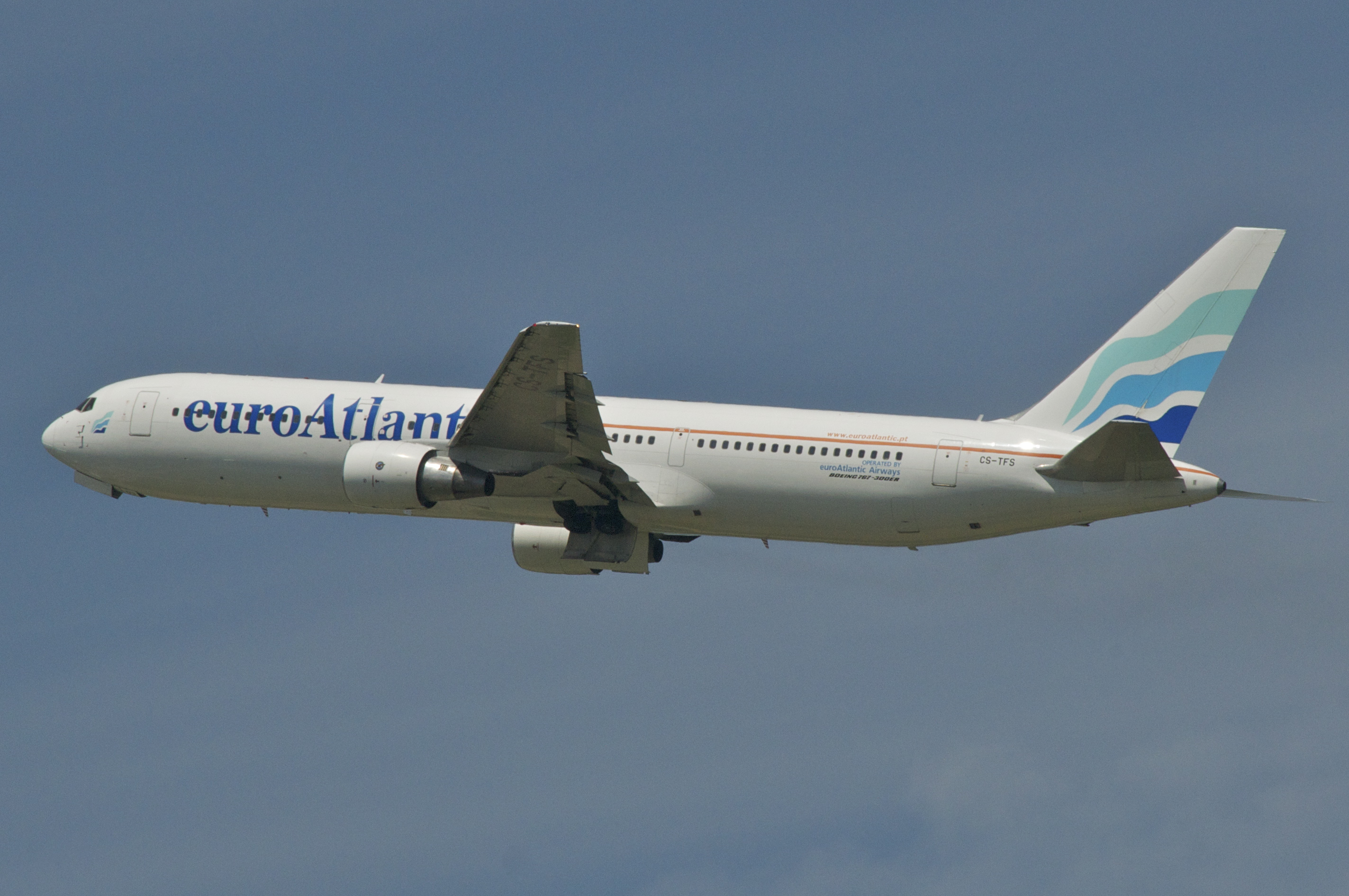
Un ex- Euro Atlantic Airways Boeing 767-300ER exploité pour STP Airways à l'aéroport international de Zürich.

En mai 2015, la flotte de STP Airways utilise les appareils suivants :
| Avion            | Dans la flotte | Les commandes | Les passagers | Notes                                |
| ---------------- | -------------- | ------------- | ------------- | ------------------------------------ |
| Boeing 767-300ER | 1              | 0             | 273           | Exploité par Euro-atlantique Airways |
| Total            | 1              | 0             |               |                                      |

La compagnie exploite également des Dornier 228s sur les vols vers Príncipe.
Dans le passé, STP Airways utilisait 2 Boeing 767-300ER de sa société mère, Euro-atlantique Airways (CS-TFS et CS-TFT). Les deux avions ont été retournés à Euro-atlantique en 2013. Depuis, STP Airways a commencé à exploiter un Boeing 737-800, également d'Euro-atlantique.